# البطل بألف وجه
البطل بألف وجه أو البطل ذو الألف وجه (بالإنجليزية: The Hero with a Thousand Faces)‏ (طُبع لأول مرة في 1949) كتاب يطرح مقارنة ما بين قصص الأساطير القديمة وقصص الأساطير الأمريكي الحديثة للكاتب جوزيف كامبل. يناقش كامبل نظريته عن رحلة البطل النموذجي الموجود في الأساطير العالمية وتشابه بعض الاحداث التي يواجهها البطل أثناء مغامرته.
منذ نشر الكتاب تم مراجعة وتطبيق نظرية كامبل من قبل عدد كبير من الكتاب والفنانين المعاصرين ومن أشهرهم جورج لوكاس الذي اعترف بفضله في تأثير علي قصة حرب النجوم.

## وصلات خارجية
- البطل بألف وجه على موقع الموسوعة البريطانية (الإنجليزية)

- ما الذي يصنع البطل؟ على يوتيوب
- جوزيف كامبل: 80 عاماً من البحث عن تحوّلات البطل